# Dochtschere

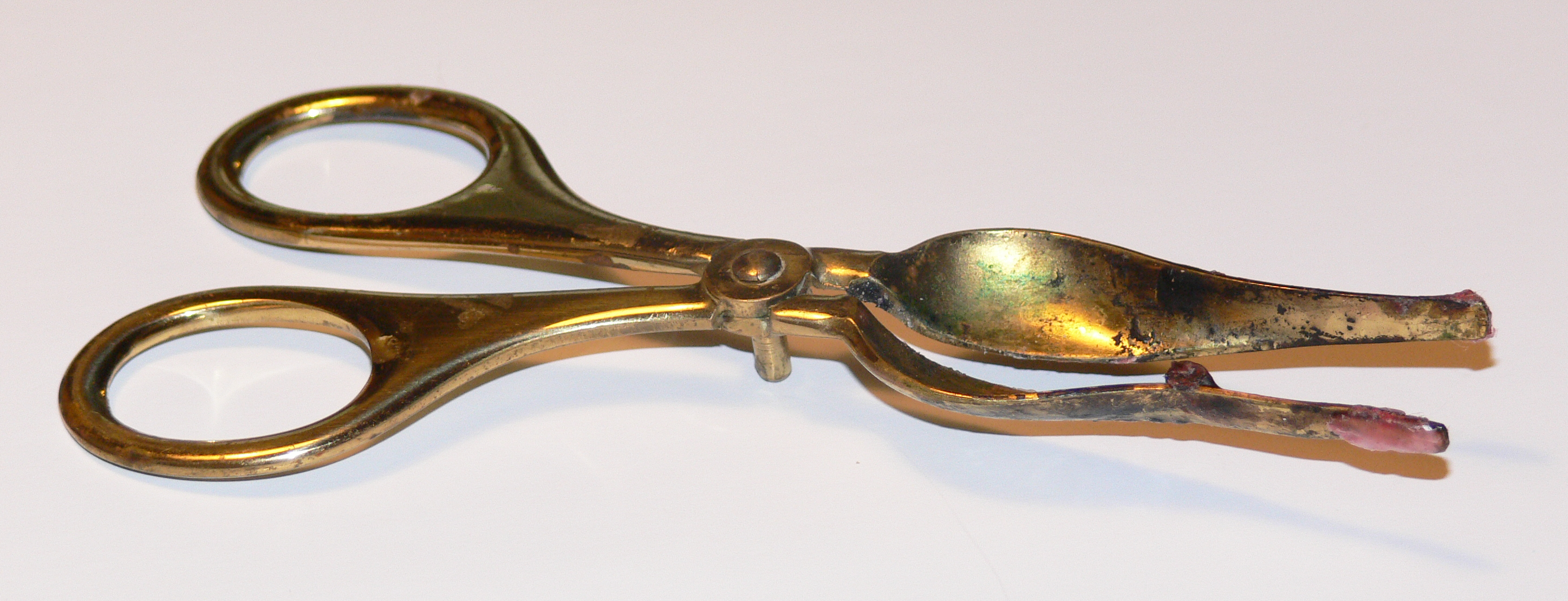
Dochtschere mit Einbuchtung zur Aufnahme der Dochtreste

Eine Dochtschere (auch Lichtschere, Dochtzange, Lichtputze(r) (auch für den Beruf des Lichtputzers verwendet), Lichtputzschere; auch Lichtschneuze oder Schnäuzschere von lateinisch emunctorium von emungere „sich die Nase putzen, reinigen“) ist eine speziell geformte Schere zum Kürzen eines brennenden Kerzendochts.

## Funktionsweise

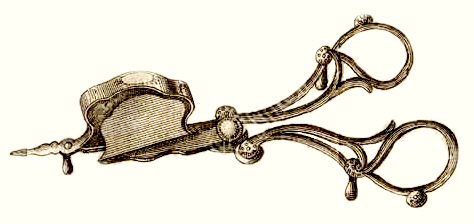
Reich verzierte Dochtschere mit Kästchen zur Aufnahme der Dochtreste (aus Krünitz’ „Oeconomischer Encyclopädie“, um 1800)

Dochtscheren unterscheiden sich von üblichen Haushaltsscheren durch ihre kleinere Form und durch verkürzte, aber deutlich breitere und manchmal gar angewinkelte Schneidblätter, sodass das abgetrennte Dochtstück (die Schnuppe) nicht herunterfällt (womöglich in das flüssige Kerzenwachs), sondern auf den Scherenklingen liegenbleibt und direkt entsorgt werden kann. Einige Dochtscheren weisen an den Klingen zur Aufnahme der Dochtreste Einbuchtungen auf, die bis hin zu reich verzierten kleinen Kästchen ausgestaltet sein können.

## Geschichte

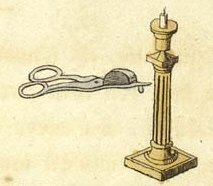
Dochtschere und Leuchter (aus einer deutschen Fibel von 1818)

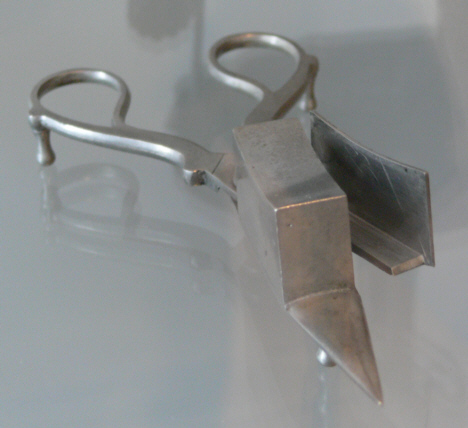
Lichtputzschere aus Zinn (Deutschland, 19. Jahrhundert)

Bereits im Alten Testament (Ex 25,38 ) werden Lichtscheren und Löschnäpfe aus Gold zum Reinhalten des siebenarmigen Leuchters verordnet.
Gewöhnliche Kerzen waren bis zu Beginn des 19. Jahrhunderts aus tierischem Fett (Talg) gefertigt und rußten und tropften umso stärker, je länger der Docht wurde. Deshalb mussten die Dochte regelmäßig gekürzt („geschneuzt“) werden, was in großen Räumen, in denen manchmal Hunderte von Kerzen brannten, konstante Arbeit erforderte. An Fürstenhöfen gab es dafür spezialisierte Diener, und in Theatern war ein „Komödien-Lichtputzer“ angestellt. Auch in Kirchen, wo zahlreiche liturgische Kerzen gepflegt werden mussten, war das Lichtputzen eine typische Tätigkeit. Besonders fromme Frauen wurden in Österreich gar spöttisch als „Lichtputze“ bezeichnet.
Erst als das Stearin und später das Paraffin für Kerzen nutzbar gemacht werden konnten, mussten die Dochte nicht mehr ständig gekürzt werden. Das Kürzen des Kerzendochtes war aber auch später noch erforderlich, da er meistens aus einem dickeren, bleifadenverstärkten Baumwollmaterial mit einem Rundprofil bestand. Da Kerzendochte üblicherweise mit einem leichten Brandschutzmaterial versehen sind, sodass sie nur Wachs zur Flamme leiten, aber nicht selbst verbrennen, resultiert dann eine lange Brennzeit der Kerze oft darin, dass zwar das Wachs weit heruntergebrannt ist, der Docht jedoch noch seine volle Länge hat. Dadurch ist die Oberfläche, die die Flamme mit Brennstoff versorgt, sehr groß, folglich die Flamme sehr hoch und die Rußentwicklung stark. Da dies weder ökonomisch noch besonders ästhetisch oder sicher ist, wird der Docht bis auf die gewünschte Länge, normalerweise etwa 5 mm, heruntergeschnitten.
Heutzutage ist das Kürzen des Dochts bei den meisten Kerzen nicht mehr nötig. Die verwendeten papierverstärkten Dochte sind meistens abgeflacht gewebt. So kräuselt sich das Ende des Dochts in die Flamme hinein und verbrennt, wenn es zu lang ist und zu wenig Wachs liefert.
Daher finden sich heutzutage nur noch in den wenigsten Haushalten echte Dochtscheren, und heute werden Dochtscheren üblicherweise nur noch verwendet, um Kerzen auf eine saubere Art zu löschen, als Resultat einer großzügigen Kürzung des Dochts.

## Dochtscheren als Motiv der Kunst und Literatur

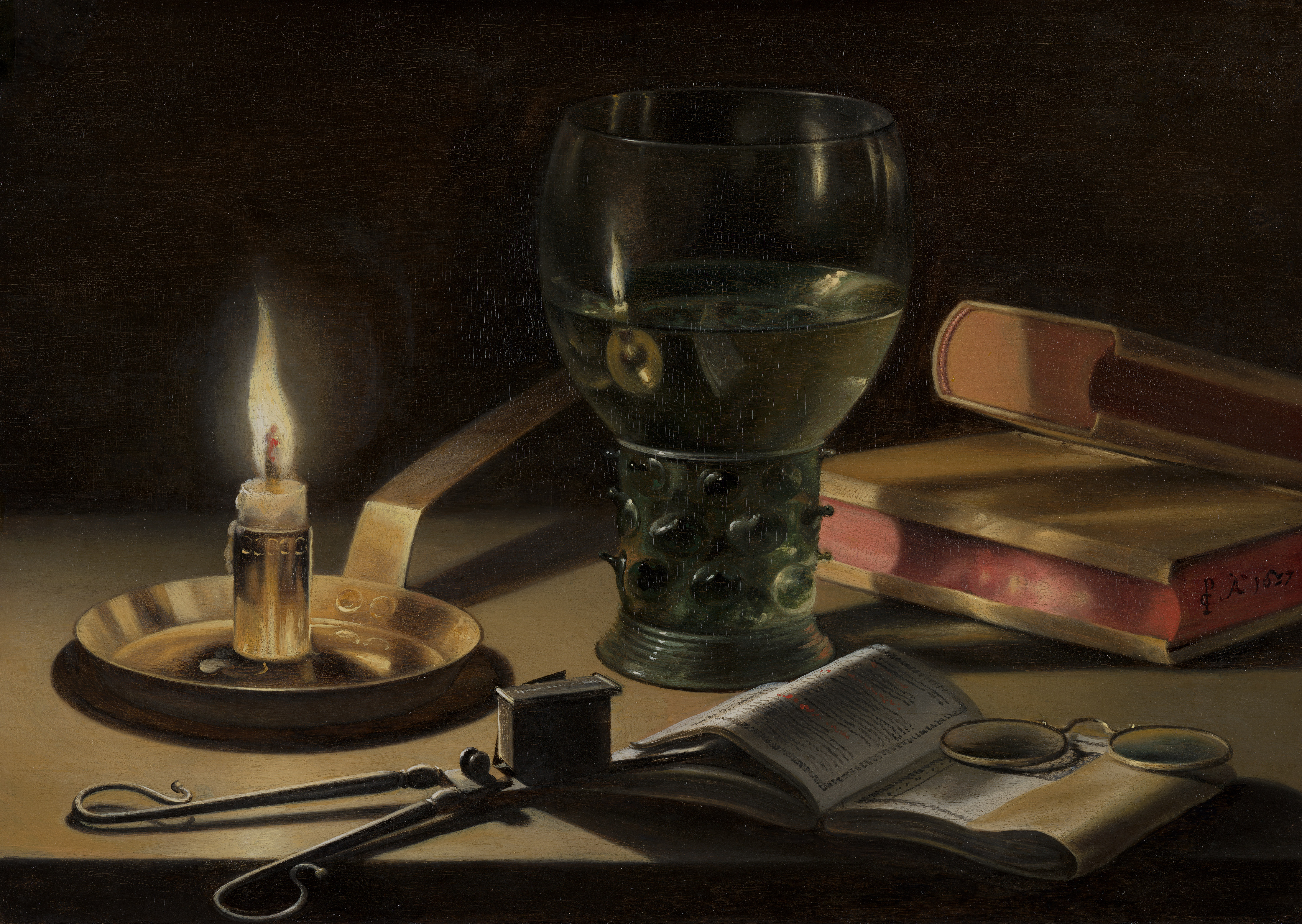
Pieter Claesz: Stillleben mit brennender Kerze (im Vordergrund eine Dochtschere), 1627

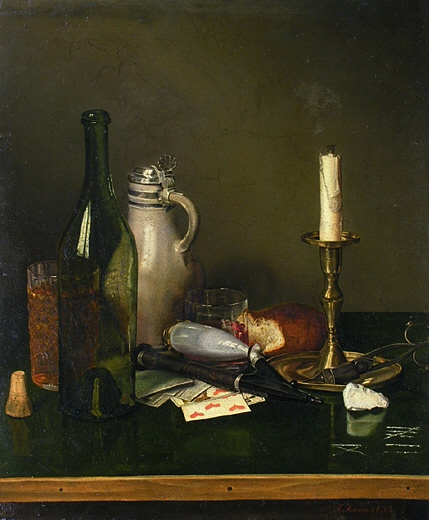
F. Simon: Stillleben mit Kerze (und Dochtschere), 1833

Dochtscheren wurden – wie Kerzen, Kerzenständer oder Kerzenlöscher – in Vanitas-Stillleben der niederländischen Malerei des 17. und 18. Jahrhunderts als Symbol für die Sterblichkeit des Menschen und seinen drohenden Tod dargestellt.
Der Streit ums „Kerzenputzen“ mit der Dochtschere war ein sprichwörtlicher Ehekonflikt, wie es Jean Paul als „Nuntiaturstreitigkeiten über Lichtschneuzen“ in seinem Roman Siebenkäs (1796–1797) wiedergibt.
In Memoiren des späten 19. Jahrhunderts taucht die Dochtschere öfter als Symbol für die technisch rückständige Zeit auf, in der die Memoirenschreiber ihre Kindheit erlebten. Adolf Kußmaul (1822–1902) fasste seine Erinnerung an die Plagen der Kerzenbeleuchtung in seinen Memoiren 1899 in das Gedicht „Komfort und Lebensgenuß“, das mit folgenden Worten endet:
Mußten an schlecht gedruckten Dichtern
Quälen die Augen bei Unschlittlichtern,
Putzten, damit es hell genug wäre,
Fleißig den Docht mit der Lichtputzschere.
Der Musikkritiker Eduard Hanslick (1825–1904) erinnert sich besonders ungerne an das Lichtputzen und vergleicht die Dochtschere mit einem Folterinstrument:
Angesichts dieser technischen Wunder tastet man sich unwillkürlich zurück in die Zeit der eigenen Jugend, wo alles so ganz anders war! Nicht ohne Anstrengung können wir uns heute vergegenwärtigen, wie mangelhaft, schwerfällig, lächerlich man sich früher behelfen mußte. Während wir jetzt, dank der herrlichsten aller Erfindungen, nur an einen Knopf zu drücken brauchen, um unser Zimmer mit glänzendem Licht zu erfüllen, mußten wir vor fünfzig Jahren mittels Zündhölzchen, die einen abscheulichen Schwefelgestank verbreiteten, eine Unschlittkerze anzünden. Diese schrecklichen Übelriecher herrschten in den besten bürgerlichen Familien; nur an Gesellschaftsabenden brannten Wachs- oder Millikerzen. Ein unentbehrliches Marterinstrument, das auf jedem Tisch seine schmutzigen Scheren ausstreckte, habe ich schon als Knabe tötlich gehaßt: die Lichtputze. Welche Qual, wenn sie den schneidigen Dienst versagte und an dem überhängenden schwarzen Docht hilflos herumnagte. Die Dienstmädchen halfen sich in der Regel, indem sie das Licht mit den Fingern schneuzten und ihre rußige Beute in die Lichtputze hineinlegten. Heute sieht man dieses Instrument höchstens im historischen Museum. Und doch ist’s nicht so lange her, daß Goethe schrieb: „Wüßt’ nicht, was sie Besseres erfinden könnten, Als wenn die Lichter ohne Putzen brennten!“
Georg Ebers (1837–1898) berichtet in seinen 1893 erschienenen Erinnerungen über Jungenstreiche mit der Lichtschere:
Das Putzen des Dochtes mit der Lichtschere nahm viel Zeit in Anspruch und bot uns Knaben Gelegenheit zu manchem Schabernack. So ward zum Beispiel durch scheinbares Ungeschick geflissentlich eine plötzliche Verdunkelung des Zimmers verursacht. Eine der köstlichsten Scenen aus dem Ehestandsdrama des Firmian und der Lenette in Jean Pauls »Siebenkäs« ist nur denen verständlich, die sich noch selbst des Talglichtes und der Putzschere bedienten.
Noch Ulrich von Wilamowitz-Moellendorff (1848–1931) erinnert sich an die Lichtputzschere, die auch für ihn ein Relikt aus alter Zeit ist. In seiner Autobiografie von 1928 erinnert er sich an seine Kindheit in Ostpreußen um 1860 und zeigt, dass auch die Nachfolger der Talglampen nicht ohne Pflege auskamen:
Selbst die Seife ward im Hause gekocht, ob auch die Talglichter gezogen, kann ich nicht sagen. Sie brannten im Souterrain, so daß ich die Lichtputzschere noch im Gebrauche gesehen habe. Bald kamen dorthin Öllampen, als auf unserem Familientische die neue „Moderateurlampe“ stand, deren tägliche Reinigung eine lange, schwierige Arbeit war und den Dienstboten doch nicht anvertraut werden konnte.
Louise Otto-Peters beschreibt 1876 auch das übliche Zubehör der Dochtscheren:
Für gewöhnlich aber saß eine ganze Familie bei einem Talglicht, oder im seltenen Falle bei zwei dergleichen, zusammen. Sie waren zwar nicht mit den jetzigen zu vergleichen, sondern um Vieles besser, aber sie mußten aller Augenblicke einmal geputzt werden, sonst brannten sie trüb und dunkel. Die „Lichtputze“ ist nun auch bereits in’s Fabelbuch geschrieben sammt all den „Lichtputzschiffchen“, die sonst zu einem Paar von Leuchtern gehörten und die man auch gern mit zierlichen Stickereien und Malereien unter Glas versah oder mit Perlen stickte und umwandt.

## Sammlungen
Das Deutsche Klingenmuseum in Solingen zeigt in seiner Dauerausstellung verschiedene Lichtscheren. Auch im Lichtermuseum Wettersdorf in Walldürn sind in der Dauerausstellung zur Kulturgeschichte der Kerzenbeleuchtung unter anderem verschiedene Dochtscheren zu sehen.